# 19e étape du Tour d'Italie 2019
Pour un article plus général, voir Tour d'Italie 2019.
La 19e étape du Tour d'Italie 2019 se déroule le vendredi 31 mai 2019, entre Trévise et San Martino di Castrozza, sur une distance de 151 km.

## Parcours
Une étape de montagne courte, vallonnée dans sa première partie jusqu’au Passo di San Boldo, une ascension courte mais très prononcée dans les derniers kilomètres. La route redescend ensuite puis s’aplanit jusqu’à Feltre. Après l’ascension sans grande difficulté de Lamon, le parcours traverse le Val Cismon jusqu’à Fiera di Primiero, au pied de l’ascension finale avec une succession de courbes légères qui suivent le flanc montagneux, avec deux paires d’épingles au milieu. La pente est régulière, autour de 5%, avec de très courts passages à 10% à mi-ascension. Le dernier kilomètre file vers le centre de San Martino di Castrozza, et la route s’aplanit à 100 mètres de l’arrivée. La dernière ligne droite est longue de 200 mètres, large de 5 mètres, sur l’asphalte.

## Déroulement de la course
Le peloton, composé de 143 coureurs, a passé le km 0 à 13 h 10. Onze coureurs se sont détachés, notamment Olivier Le Gac  et François Bidard. C'est Israel Cycling Academy qui a manqué le coup et mène la poursuite en tête de peloton mais ils se relèvent rapidement et laisse partir l'échappée, seul Carboni sort pour essayer de revenir. L'échappée prend plus de 7' mais Carboni réussit un bel exploit et parvient à rentrer. Au sommet de San Boldo, Vendrame prend les points du classement de la montagne et Marcato gagne le sprint intermédiaire. L'écart est de 9' à 40 km de l'arrivée. Dans l'ascension de Lamon, Manuele Boaro passe à l'offensive juste avant le sommet et surprend tous ses compagnons d'échappée et plonge seul dans la descente, il ne prend qu'une dizaine de secondes d'avance et se relève sachant qu'il n'a aucune chance. Peu avant la montée, Serry tente de sortir mais c'est Canola qui réussit à s'extirper de l'échappée mais ça bouge beaucoup derrière.
L'échappée commence l'ascension finale avec de multiples attaques, ça monte très vite et Serry et Bidard sortent à leur tour et Chaves revient avec Vendrame, les quatre hommes rentrent sur Canola et le distance mais un groupe se reforme et Chaves attaque à plusieurs reprises mais c'est sa dernière tentative à 3 km est la bonne, il ne sera plus repris et s'impose devant Vendrame et Antunes. Dans le groupe des favoris, Lopez sort et reprend 43" sur le groupe maillot rose tandis que Roglic attaque mais les autres leaders suivent et terminent ensemble. Carapaz conserve son maillot rose à deux étapes de la fin.

## Résultats

### Classement de l'étape
| \| Classement de l'étape \| Classement de l'étape \| Classement de l'étape \| Classement de l'étape \| Classement de l'étape \| \| Coureur \| Coureur \| Pays \| Équipe \| Temps \| \| --------------------- \| --------------------- \| --------------------- \| --------------------------- \| --------------------- \| \| 1er \| Esteban Chaves \| Colombie \| Mitchelton-Scott \| 4 h 01 min 31 s \| \| 2e \| Andrea Vendrame \| Italie \| Androni Giocattoli-Sidermec \| + 10 s \| \| 3e \| Amaro Antunes \| Portugal \| CCC Team \| + 12 s \| \| 4e \| Giovanni Carboni \| Italie \| Bardiani CSF \| + 24 s \| \| 5e \| Pieter Serry \| Belgique \| Deceuninck-Quick Step \| + 32 s \| \| 6e \| François Bidard \| France \| AG2R La Mondiale \| + 35 s \| \| 7e \| Marco Canola \| Italie \| Nippo-Vini Fantini-Faizanè \| + 1 min 02 s \| \| 8e \| Manuele Boaro \| Italie \| Astana \| + 1 min 37 s \| \| 9e \| Manuel Senni \| Italie \| Bardiani CSF \| + 1 min 53 s \| \| 10e \| Olivier Le Gac \| France \| Groupama-FDJ \| + 2 min 33 s \| |                  |          |                             |                 |
| |                  |          |                             |                 |
| Source : ProCyclingStats |                  |          |                             |                 |
| Classement de l'étape |                  |          |                             |                 |
| Coureur | Coureur          | Pays     | Équipe                      | Temps           |
| 1er | Esteban Chaves   | Colombie | Mitchelton-Scott            | 4 h 01 min 31 s |
| 2e | Andrea Vendrame  | Italie   | Androni Giocattoli-Sidermec | + 10 s          |
| 3e | Amaro Antunes    | Portugal | CCC Team                    | + 12 s          |
| 4e | Giovanni Carboni | Italie   | Bardiani CSF                | + 24 s          |
| 5e | Pieter Serry     | Belgique | Deceuninck-Quick Step       | + 32 s          |
| 6e | François Bidard  | France   | AG2R La Mondiale            | + 35 s          |
| 7e | Marco Canola     | Italie   | Nippo-Vini Fantini-Faizanè  | + 1 min 02 s    |
| 8e | Manuele Boaro    | Italie   | Astana                      | + 1 min 37 s    |
| 9e | Manuel Senni     | Italie   | Bardiani CSF                | + 1 min 53 s    |
| 10e | Olivier Le Gac   | France   | Groupama-FDJ                | + 2 min 33 s    |

## Classements à l'issue de l'étape

### Classement général
| \| Classement général \| Classement général \| Classement général \| Classement général \| Classement général \| \| Coureur \| Coureur \| Pays \| Équipe \| Temps \| \| ------------------ \| ------------------ \| ------------------ \| ------------------ \| ------------------ \| \| 1er \| Richard Carapaz \| Équateur \| Movistar Team \| 83 h 52 min 22 s \| \| 2e \| Vincenzo Nibali \| Italie \| Bahrain-Merida \| + 1 min 54 s \| \| 3e \| Primož Roglič \| Slovénie \| Team Jumbo-Visma \| + 2 min 16 s \| \| 4e \| Mikel Landa \| Espagne \| Movistar Team \| + 3 min 03 s \| \| 5e \| Bauke Mollema \| Pays-Bas \| Trek-Segafredo \| + 5 min 07 s \| \| 6e \| Miguel Ángel López \| Colombie \| Astana \| + 5 min 33 s \| \| 7e \| Rafał Majka \| Pologne \| Bora-Hansgrohe \| + 6 min 48 s \| \| 8e \| Simon Yates \| Royaume-Uni \| Mitchelton-Scott \| + 7 min 17 s \| \| 9e \| Pavel Sivakov \| Russie \| Team Ineos \| + 8 min 27 s \| \| 10e \| Davide Formolo \| Italie \| Bora-Hansgrohe \| + 10 min 06 s \| |                    |             |                  |                  |
| |                    |             |                  |                  |
| Source : ProCyclingStats |                    |             |                  |                  |
| Classement général |                    |             |                  |                  |
| Coureur | Coureur            | Pays        | Équipe           | Temps            |
| 1er | Richard Carapaz    | Équateur    | Movistar Team    | 83 h 52 min 22 s |
| 2e | Vincenzo Nibali    | Italie      | Bahrain-Merida   | + 1 min 54 s     |
| 3e | Primož Roglič      | Slovénie    | Team Jumbo-Visma | + 2 min 16 s     |
| 4e | Mikel Landa        | Espagne     | Movistar Team    | + 3 min 03 s     |
| 5e | Bauke Mollema      | Pays-Bas    | Trek-Segafredo   | + 5 min 07 s     |
| 6e | Miguel Ángel López | Colombie    | Astana           | + 5 min 33 s     |
| 7e | Rafał Majka        | Pologne     | Bora-Hansgrohe   | + 6 min 48 s     |
| 8e | Simon Yates        | Royaume-Uni | Mitchelton-Scott | + 7 min 17 s     |
| 9e | Pavel Sivakov      | Russie      | Team Ineos       | + 8 min 27 s     |
| 10e | Davide Formolo     | Italie      | Bora-Hansgrohe   | + 10 min 06 s    |

| Classement par points | Classement par points | Classement par points | Classement par points       | Classement par points |
| Coureur               | Coureur               | Pays                  | Équipe                      | Points                |
| --------------------- | --------------------- | --------------------- | --------------------------- | --------------------- |
| 1er                   | Pascal Ackermann      | Allemagne             | Bora-Hansgrohe              | 226 pts               |
| 2e                    | Arnaud Démare         | France                | Groupama-FDJ                | 213 pts               |
| 3e                    | Damiano Cima          | Italie                | Nippo-Vini Fantini-Faizanè  | 104 pts               |
| 4e                    | Richard Carapaz       | Équateur              | Movistar Team               | 83 pts                |
| 5e                    | Fausto Masnada        | Italie                | Androni Giocattoli-Sidermec | 81 pts                |
| 6e                    | Davide Cimolai        | Italie                | Israel Cycling Academy      | 60 pts                |
| 7e                    | Mirco Maestri         | Italie                | Bardiani CSF                | 54 pts                |
| 8e                    | Primož Roglič         | Slovénie              | Team Jumbo-Visma            | 49 pts                |
| 9e                    | Manuel Belletti       | Italie                | Androni Giocattoli-Sidermec | 45 pts                |
| 10e                   | José Joaquín Rojas    | Espagne               | Movistar Team               | 44 pts                |

| Classement par points | Classement par points | Classement par points | Classement par points       | Classement par points |
| Coureur               | Coureur               | Pays                  | Équipe                      | Points                |
| --------------------- | --------------------- | --------------------- | --------------------------- | --------------------- |
| 1er                   | Pascal Ackermann      | Allemagne             | Bora-Hansgrohe              | 226 pts               |
| 2e                    | Arnaud Démare         | France                | Groupama-FDJ                | 213 pts               |
| 3e                    | Damiano Cima          | Italie                | Nippo-Vini Fantini-Faizanè  | 104 pts               |
| 4e                    | Richard Carapaz       | Équateur              | Movistar Team               | 83 pts                |
| 5e                    | Fausto Masnada        | Italie                | Androni Giocattoli-Sidermec | 81 pts                |
| 6e                    | Davide Cimolai        | Italie                | Israel Cycling Academy      | 60 pts                |
| 7e                    | Mirco Maestri         | Italie                | Bardiani CSF                | 54 pts                |
| 8e                    | Primož Roglič         | Slovénie              | Team Jumbo-Visma            | 49 pts                |
| 9e                    | Manuel Belletti       | Italie                | Androni Giocattoli-Sidermec | 45 pts                |
| 10e                   | José Joaquín Rojas    | Espagne               | Movistar Team               | 44 pts                |

| Classement de la montagne | Classement de la montagne | Classement de la montagne | Classement de la montagne   | Classement de la montagne |
| Coureur                   | Coureur                   | Pays                      | Équipe                      | Points                    |
| ------------------------- | ------------------------- | ------------------------- | --------------------------- | ------------------------- |
| 1er                       | Giulio Ciccone            | Italie                    | Trek-Segafredo              | 229 pts                   |
| 2e                        | Richard Carapaz           | Équateur                  | Movistar Team               | 66 pts                    |
| 3e                        | Fausto Masnada            | Italie                    | Androni Giocattoli-Sidermec | 57 pts                    |
| 4e                        | Mattia Cattaneo           | Italie                    | Androni Giocattoli-Sidermec | 53 pts                    |
| 5e                        | Damiano Caruso            | Italie                    | Bahrain-Merida              | 48 pts                    |
| 6e                        | Ilnur Zakarin             | Russie                    | Katusha-Alpecin             | 42 pts                    |
| 7e                        | Gianluca Brambilla        | Italie                    | Trek-Segafredo              | 40 pts                    |
| 9e                        | Mikel Nieve               | Espagne                   | Mitchelton-Scott            | 37 pts                    |
| 10e                       | Primož Roglič             | Slovénie                  | Team Jumbo-Visma            | 30 pts                    |

| Classement de la montagne | Classement de la montagne | Classement de la montagne | Classement de la montagne   | Classement de la montagne |
| Coureur                   | Coureur                   | Pays                      | Équipe                      | Points                    |
| ------------------------- | ------------------------- | ------------------------- | --------------------------- | ------------------------- |
| 1er                       | Giulio Ciccone            | Italie                    | Trek-Segafredo              | 229 pts                   |
| 2e                        | Richard Carapaz           | Équateur                  | Movistar Team               | 66 pts                    |
| 3e                        | Fausto Masnada            | Italie                    | Androni Giocattoli-Sidermec | 57 pts                    |
| 4e                        | Mattia Cattaneo           | Italie                    | Androni Giocattoli-Sidermec | 53 pts                    |
| 5e                        | Damiano Caruso            | Italie                    | Bahrain-Merida              | 48 pts                    |
| 6e                        | Ilnur Zakarin             | Russie                    | Katusha-Alpecin             | 42 pts                    |
| 7e                        | Gianluca Brambilla        | Italie                    | Trek-Segafredo              | 40 pts                    |
| 9e                        | Mikel Nieve               | Espagne                   | Mitchelton-Scott            | 37 pts                    |
| 10e                       | Primož Roglič             | Slovénie                  | Team Jumbo-Visma            | 30 pts                    |

| Classement du meilleur jeune | Classement du meilleur jeune | Classement du meilleur jeune | Classement du meilleur jeune | Classement du meilleur jeune |
| Coureur                      | Coureur                      | Pays                         | Équipe                       | Temps                        |
| ---------------------------- | ---------------------------- | ---------------------------- | ---------------------------- | ---------------------------- |
| 1er                          | Miguel Ángel López           | Colombie                     | Astana                       | 83 h 57 min 55 s             |
| 2e                           | Pavel Sivakov                | Russie                       | Team Ineos                   | + 2 min 54 s                 |
| 3e                           | Hugh Carthy                  | Royaume-Uni                  | EF Education First           | + 9 min 18 s                 |
| 4e                           | Valentin Madouas             | France                       | Groupama-FDJ                 | + 15 min 19 s                |
| 5e                           | Giulio Ciccone               | Italie                       | Trek-Segafredo               | + 20 min 53 s                |
| 6e                           | Eddie Dunbar                 | Irlande                      | Team Ineos                   | + 31 min 53 s                |
| 7e                           | Lucas Hamilton               | Australie                    | Mitchelton-Scott             | + 57 min 45 s                |
| 8e                           | Ben O'Connor                 | Australie                    | Dimension Data               | + 58 min 37 s                |
| 9e                           | Chris Hamilton               | Australie                    | Team Sunweb                  | + 1 h 04 min 57 s            |
| 10e                          | Iván Sosa                    | Colombie                     | Team Ineos                   | + 1 h 13 min 48 s            |

| Classement du meilleur jeune | Classement du meilleur jeune | Classement du meilleur jeune | Classement du meilleur jeune | Classement du meilleur jeune |
| Coureur                      | Coureur                      | Pays                         | Équipe                       | Temps                        |
| ---------------------------- | ---------------------------- | ---------------------------- | ---------------------------- | ---------------------------- |
| 1er                          | Miguel Ángel López           | Colombie                     | Astana                       | 83 h 57 min 55 s             |
| 2e                           | Pavel Sivakov                | Russie                       | Team Ineos                   | + 2 min 54 s                 |
| 3e                           | Hugh Carthy                  | Royaume-Uni                  | EF Education First           | + 9 min 18 s                 |
| 4e                           | Valentin Madouas             | France                       | Groupama-FDJ                 | + 15 min 19 s                |
| 5e                           | Giulio Ciccone               | Italie                       | Trek-Segafredo               | + 20 min 53 s                |
| 6e                           | Eddie Dunbar                 | Irlande                      | Team Ineos                   | + 31 min 53 s                |
| 7e                           | Lucas Hamilton               | Australie                    | Mitchelton-Scott             | + 57 min 45 s                |
| 8e                           | Ben O'Connor                 | Australie                    | Dimension Data               | + 58 min 37 s                |
| 9e                           | Chris Hamilton               | Australie                    | Team Sunweb                  | + 1 h 04 min 57 s            |
| 10e                          | Iván Sosa                    | Colombie                     | Team Ineos                   | + 1 h 13 min 48 s            |

| Classement par équipes | Classement par équipes      | Classement par équipes | Classement par équipes |
| Équipe                 | Équipe                      | Pays                   | Temps                  |
| ---------------------- | --------------------------- | ---------------------- | ---------------------- |
| 1re                    | Movistar Team               | Espagne                | 252 h 05 min 13 s      |
| 2e                     | Astana                      | Kazakhstan             | + 22 min 28 s          |
| 3e                     | Bahrain-Merida              | Bahreïn                | + 24 min 11 s          |
| 4e                     | EF Education First          | États-Unis             | + 31 min 05 s          |
| 5e                     | Ineos                       | Royaume-Uni            | + 37 min 50 s          |
| 6e                     | Mitchelton-Scott            | Australie              | + 40 min 53 s          |
| 7e                     | Trek-Segafredo              | États-Unis             | + 1 h 14 min 17 s      |
| 8e                     | Androni Giocattoli-Sidermec | Italie                 | + 1 h 15 min 52 s      |
| 9e                     | Bora-hansgrohe              | Allemagne              | + 1 h 15 min 52 s      |
| 10e                    | UAE Team Emirates           | Émirats arabes unis    | + 1 h 35 min 00 s      |

| Classement par équipes | Classement par équipes      | Classement par équipes | Classement par équipes |
| Équipe                 | Équipe                      | Pays                   | Temps                  |
| ---------------------- | --------------------------- | ---------------------- | ---------------------- |
| 1re                    | Movistar Team               | Espagne                | 252 h 05 min 13 s      |
| 2e                     | Astana                      | Kazakhstan             | + 22 min 28 s          |
| 3e                     | Bahrain-Merida              | Bahreïn                | + 24 min 11 s          |
| 4e                     | EF Education First          | États-Unis             | + 31 min 05 s          |
| 5e                     | Ineos                       | Royaume-Uni            | + 37 min 50 s          |
| 6e                     | Mitchelton-Scott            | Australie              | + 40 min 53 s          |
| 7e                     | Trek-Segafredo              | États-Unis             | + 1 h 14 min 17 s      |
| 8e                     | Androni Giocattoli-Sidermec | Italie                 | + 1 h 15 min 52 s      |
| 9e                     | Bora-hansgrohe              | Allemagne              | + 1 h 15 min 52 s      |
| 10e                    | UAE Team Emirates           | Émirats arabes unis    | + 1 h 35 min 00 s      |

## Abandons
- Aucun